# Ambrogio Pelagalli
Ambrogio Pelagalli (Pieve Porto Morone, Reino de Italia; 15 de febrero de 1940-25 de marzo de 2024) fue un futbolista y entrenador de fútbol italiano que jugó en las posiciones de defensa y centrocampista.

## Carrera

### Club
| Periodo   | Club            |
| --------- | --------------- |
| 1959–1960 | AC Milan        |
| 1960–1961 | Atalanta BC     |
| 1961–1966 | AC Milan        |
| 1966–1967 | Atalanta BC     |
| 1967–1968 | AS Roma         |
| 1968–1970 | Atalanta BC     |
| 1970–1973 | Taranto Sport   |
| 1973–1974 | Piacenza Calcio |
| 1974–1975 | AC Meda 1913    |

### Selección nacional
Fue convocado para los Juegos Olímpicos de Roma 1960 pero no jugó. También jugó con la selección sub-21 en ocho ocasiones de 1959 a 1960.

### Entrenador
| Periodo   | Club                |
| --------- | ------------------- |
| 1971      | Taranto Sport       |
| 1974-1975 | Medese Calcio       |
| 1975      | USD Sannazzarese    |
| 1975-1976 | AC Pavia 1911       |
| 1979-1980 | Derthona FBC 1918   |
| 1980-1981 | Real Cerretese      |
| 1981-1983 | US Pergocrema       |
| 1983-1984 | Brindisi FC         |
| 1985-1987 | Martina Calcio 1947 |
| 1987-1990 | Derthona FBC 1918   |
| 1990-1991 | Mantova 1911        |
| 1991-1992 | Vastese Calcio 1902 |
| 1992-1993 | ASD OltrepòVoghera  |
| 1994      | AVC Vogherese 1919  |
| 1996      | US Cremapergo       |

## Logros
- Serie A (1): 1961/62
- Copa Europea (1): 1962/63